# دنیس یوستیمنکو
دنیس یوستیمنکو (اوکراینی: Денис Олегович Устименко؛ زادهٔ ۱۲ آوریل ۱۹۹۹) بازیکن فوتبال اهل اوکراین است.
وی همچنین در تیم‌های ملی فوتبال Ukraine national under-16 football team و زیر ۲۰ سال اوکراین بازی کرده‌است.